# Kvasice
Kvasice település Csehországban, Kroměříži járásban. Kvasice Tlumačov, Bařice-Velké Těšany, Nová Dědina, Hulín, Střížovice, Karolín, Bělov és Otrokovice településekkel határos. Lakosainak száma 2201 fő (2024. január 1.).

## Népesség
A település lakosságának változását az alábbi diagram mutatja:
| Lakosok száma | 1584 | 1769 | 1779 | 2318 | 2314 | 2253 | 2222 | 2213 | 2139 | 2201 |
|               | 1869 | 1900 | 1921 | 1961 | 1980 | 2011 | 2016 | 2019 | 2021 | 2024 |